# Paul Shane
Paul Shane (nacido George Frederick Speight; Thrybergh, cerca de Rotherham, Yorkshire del Sur; 19 de junio de 1940-Rotherham, Yorkshire del Sur; 16 de mayo de 2013) fue un comediante y actor británico, más conocido por su trabajo en la televisión, en particular, en el papel de Ted Bovis en Hi-de-Hi! una comedia de situación emitido por la BBC a mediados de 1980.

## Biografía
Nació en Thrybergh, cerca de Rotherham, Yorkshire del Sur. Estuvo casado con Dory, que murió en 2001. Tuvieron tres hijas. En mayo de 2009, ingresó en el hospital general de Sheffield Northern para someterse a una operación de corazón, y se recuperó por completo. Shane murió en un hospicio en Rotherham el 16 de mayo de 2013, después de un período de mala salud, a los 72 años de edad. Sus tres hijas y seis nietos le sobreviven.

## Filmografía
- 1996: La Passione – Papa[5]
- 2002: Heartlands – Zippy[6]